# Laudatio Iuliae amitae
A laudatio Iuliae amitae é uma oração fúnebre bem conhecida que Júlio César fez em 68 a.C. para homenagear sua falecida tia Julia, a viúva de Marius. A introdução desta laudatio funebris é reproduzida na obra Divus Iulius do historiador romano Suetônio:

## Citação
Quando questor, ele pronunciou as orações costumeiras da rostra em louvor de sua tia Julia e sua esposa Cornélia, ambas falecidas, e no elogio de sua tia ele falou nos seguintes termos de sua ascendência paterna e materna:A família de minha tia Julia é descendente de reis de sua mãe e por parte de pai é semelhante aos deuses imortais. Pois os Marcii Reges remontam a Ancus Marcius, e os Iulii, a família da qual a nossa é um ramo, a Vênus. Nossa linhagem tem, portanto, ao mesmo tempo a santidade dos reis, cujo poder é supremo entre os homens mortais, e a pretensão de reverência que se liga aos deuses, que dominam os próprios reis. 